# Antonio López Sierra
Antonio López Sierra (Badajoz, 16 de juny de 1913 - Madrid, 1986) va ser un botxí espanyol, que va ocupar la plaça titular en l'Audiència Territorial de Madrid entre els anys 1949 i 1975.

## Biografia
Antonio López Sierra era natural de Badajoz, on va néixer en el si d'una humil família de sis fills. Als 17 anys contreu matrimoni. Per guanyar-se la vida va treballar de paleta, però també va estar implicat en activitats delictives que el van portar a la presó durant uns mesos pel robatori en una gasolinera. El 1936 s'allista com a soldat de l'Exèrcit Nacional durant la Guerra Civil espanyola, després va ser com a voluntari a Rússia amb la Divisió Blava, recalant posteriorment a Berlín on va passar una temporada treballant d'escombrariaire. En retornar d'Alemanya segueix sense estabilitzar la seva vida. Va estar uns mesos recorrent les fires de la seva terra venent caramels i fent petites estafes, contraban i estraperlo, juntament amb el seu amic i després company d'ofici Vicente López Copete.
Tots dos van ingressar en el cos l'any 1949, per mediació d'un inspector de policia de Badajoz. Fins a la seva retirada del servei, López Sierra executà una vintena de reus. Va acceptar el treball perquè segons ell, Em dona el mateix que sigui botxí, que sigui el que sigui, mentre em doni menjar. La primera actuació d'aquest botxí va ser com a ajudant de Bernardo Sánchez Bascuñana.
El primer dels reus executats per López Sierra fou Ramón Oliva Márquez, de malnom "Monchito", de 22 anys i que va ser condemnat a mort per robatori amb homicidi el 1952. Aquest cas va ser una de les causes cèlebres més importants d'aquella època, i el desenvolupament dels fets va ser seguida per la premsa amb inusitat interès. López Sierra va rebre una gratificació de 60 pessetes pel treball.
Entre les seves execucions més famoses es troben la de Pilar Prades Santamaría, l'emmetzinadora de València, i la del conegut assassí José María Jarabo, condemnat per donar mort a quatre persones. Aquests dos casos van ser d'allò més controvertits, i els qui han reunit informació sobre el tema han qüestionat la professionalitat en l'actuació de López Sierra. En el cas de Pilar Prades, es va veure pressionat pel fet d'haver d'executar a una dona (es diu que fart de tranquil·litzants), segons el seu propi testimoniatge en el documental Queridísimos verdugos. La veritat és que no era la primera vegada que li tocava aquesta tasca, perquè el 1954, també a València, executà Teresa Gómez, amb el qual no queda gaire clara aquesta reticència a l'hora de donar mort a una dona. L'escena final de la pel·lícula de Luis García Berlanga, El verdugo, sembla una cruel imitació del que va ocórrer en l'execució de Pilar Prades.
En l'execució de José María Jarabo, la portentosa força física del reu (que tenia un coll més gran del normal) i la presumpta embriaguesa del botxí (que va excusar al·legant rumors de sentir-se amenaçat de mort) van provocar que la mort arribés al cap de més de vint minuts de convulsions, segons va dir l'advocat defensor de Jarabo.
Va assistir com a ajudant en l'execució de Santiago Viñuelas Mañero, reu que va arribar a encaixar-li la mà perquè el coneixia. Més endavant va haver d'executar un altre conegut seu, Jesús Ríos
La seva última actuació, probablement la més recordada, va tenir lloc a la Presó Model de Barcelona, on va engarrotar al militant anarquista Salvador Puig i Antich el 2 de març de 1974. Aquesta última missió no va estar tampoc exempta de polèmica, que en principi ni tan sols li corresponia. El seu company Vicente López Copete, apartat del servei, era qui havia d'haver-la dut a terme, però fou López Sierra el designat. Sembla que no li va resultar fàcil actuar amb la celeritat requerida perquè havia begut més del compte. López Sierra no va aconseguir encaixar bé les peces del garrot vil, la qual cosa va allargar angoixosament la mort de Puig Antich.
Retirat del servei, es va emprar com a porter de finques a Madrid, on vivia modestament amb la seva dona al barri de Malasaña. El periodista Javier Rioyo recordava López Sierra com un home derrotat, amb pocs amics, que vivia amb la seva esposa en un pis "on l'única cosa que semblava viu era un ocellet que tenien". Va morir el 1986, a l'edat de 73 anys.

## Cultura popular
És curiosa la vinculació de López Sierra amb el setè art, tan allunyat de la seva activitat professional com pugui imaginar-se. Així, l'any 1968, va participar com a actor en una pel·lícula d'origen francès anomenada O Salto, del director Christian de Chalonge, en la qual va interpretar un paper desconegut.
Basilio Martín Patino reflectí alseu documental de 1977, Queridísimos verdugos, el quefer i la vida dels tres botxins que treballaven en aquests anys a Espanya. En aquest film se'ls pot veure i sentir parlar del seu treball amb una sorprenent naturalitat. López Sierra afirma que López Sierra afirma que aquest és un ofici com qualsevol altre o doncs bé, mira, el mateix em dona que sigui botxí, sigui el que sigui, mentre em doni menjar. Basilio Martín Patino va tractar López Sierra en els cinc dies de rodatge del seu documental. Parlava amb tendresa de la seva dona i d'un gosset que tenien, però també tenia actituds irracionals i deia barbaritats.
En la pel·lícula Salvador és interpretat per l'actor Fernando Ransanz, qui es presenta a la presó com a "Antonio López Guerra".
El gener de 2013, un radiodocumental de RNE va triar la seva figura per narrar l'ofici de botxí en l'Espanya franquista.

## Execucions
Les següents persones van ser executades en el garrot vil per López Sierra. Va ser el que va realitzar les execucions des de 1952 fins a 1974 juntament amb Bernardo Sánchez Bascuñana, Vicente López Copete i José Monero Renomo.
- Ramón Oliva Márquez, "Monchito" (Madrid, 17 de març de 1952)
- Vicente Ortega Miguel (Madrid, 14 de juny de 1952)
- Marcial Martínez Marrón (Madrid, 14 de juny de 1952)
- Florentino Lluva Macho (Guadalajara, 18 de juny de 1952)
- Teresa Gómez Rubio (València, 16 de febrer de 1954)
- Carlos Soto Gutiérrez (Castelló, 19 de gener de 1955)
- Esteban Guillén González (València, 23 de març de 1955)
- Jesús Silva Partido (Badajoz, 18 de juny de 1955)
- Julio López Guixot, autor del crim de les travesses, (Alacant, 22 de juliol de 1958)
- Antonio Campos Tejón (Madrid, 27 de desembre de 1958)
- Pilar Prades Expósito, l'emmetzinadora de València, (València, 11 de maig de 1959)
- José María Jarabo, "Jarabo", (Madrid, 4 de juliol de 1959)
- Antonio Abad Donoso (Madrid, 8 de març de 1960)
- Joaquín Delgado Martínez (Madrid, 17 d'agost de 1963)
- Antonio Rafael Gil Guirado (València, 28 de maig de 1966)
- Jesús Ríos Romero (Madrid, 3 de desembre de 1966)
- Salvador Puig i Antich, militant anarquista, (Barcelona, 2 de març de 1974)